# Butlersbridge
Butlersbridge (oder Butler’s Bridge, irisch Droichead an Bhuitléaraigh) ist ein Dorf im Norden des County Cavan in der Republik Irland. Das Dorf liegt sieben Kilometer nördlich von Cavan am River Annalee an der N3 und an der N54 nach Monaghan. Im Nordwesten von Butlersbridge liegt der See Annagh Lough, der bei Fischern beliebt ist.

## Geschichte
Frühe Reste der Besiedlung und Urbarmachung des Bodens reichen bis in die Zeit von 4000 Jahre vor Christus zurück. Nahe dem Dorf liegt die Megalithanlage von Drummany. Bei der Kolonisierung der Gegend durch britische Siedler mit dem beginnenden 17. Jahrhundert wurde der hier herrschenden Familie O’Reilly entzogen und dem Engländer Sir Stephen Butler als Lehen gegeben.
Die Dorfkirche St. Aidan wurde ab 1860/1861 gebaut und 1863 geweiht. Es handelt sich um einen typischen Bau des irischen Kirchenarchitekten William Hague.

## Galerie

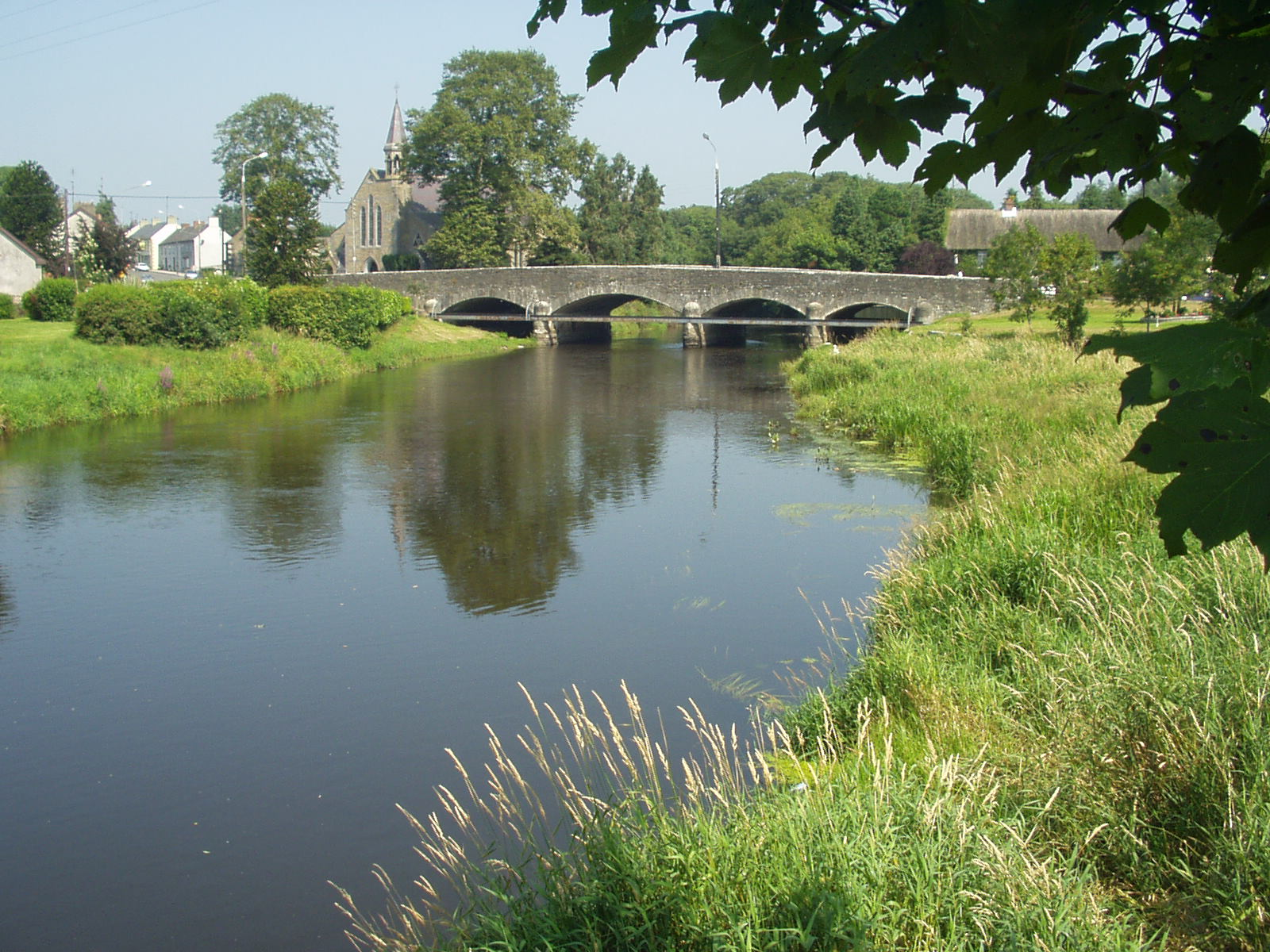
Brücke über den River Annalee
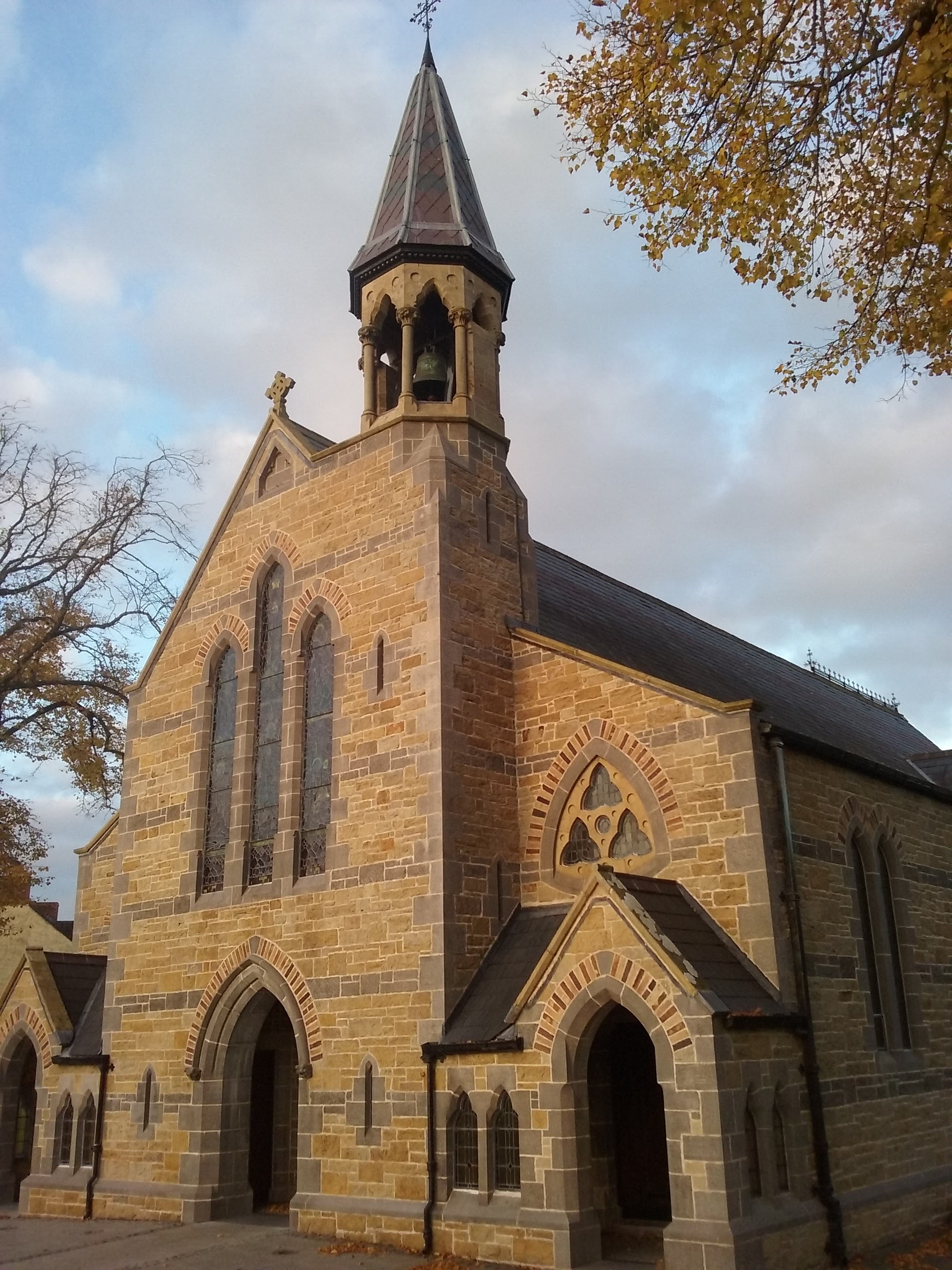
St. Aidan’s Church